# Srđan Mijailović
Srđan Mijailović (serbisch-kyrillisch Срђан Мијаиловић; * 10. November 1993 in Požega) ist ein serbischer Fußballspieler, der seit 2022 beim heimischen Erstligisten FK Roter Stern Belgrad unter Vertrag steht.

## Karriere

### Verein
Mijailović startete seine Profikarriere 2010 beim serbischen Traditionsklub FK Roter Stern Belgrad, aus dessen Jugend er auch entstammt. Hier etablierte der Mittelfeldspieler sich binnen drei Spielzeiten zum Stammpersonal und stieg als 18-Jähriger auch zum Nationalspieler auf. 2012 gewann er mit der Mannschaft außerdem den nationalen Pokal durch einen 2:0-Finalsieg über den FK Borac Čačak. 
Auf Direktive des Cheftrainers Robert Prosinečki verpflichtete ihn im Sommer 2013 der türkische Erstligist Kayserispor. Dort war Mijailović insgesamt vier Spielzeiten aktiv und ging dann weiter zu Krylja Sowetow Samara nach Russland. Seit 2020 stand er beim heimischen Erstligisten FK Čukarički unter Vertrag.
Im September 2022 wechselte er zurück zu seinem Heimatverein FK Roter Stern Belgrad. Am Ende der Spielzeit gewann er dort das Double aus Meisterschaft und Pokal.

### Nationalmannschaft
Von 2009 bis 2013 absolvierte Mijailović 20 Partien für diverse serbische Jugendauswahlen. Am 31. Mai 2012 gab er auch sein Debüt für die A-Nationalmannschaft im Testspiel gegen Frankreich. Bei der 0:2-Niederlage in Reims wurde er in der 60. Minute für Nemanja Matić eingewechselt.

## Erfolge
- Serbischer Pokalsieger: 2012, 2023
- Serbischer Meister: 2023